# Henri Maréchal
Charles Henry Marechal (París, 22 de gener de 1842 - 10 de maig de 1924) fou un compositor francès.
Des de molt jove manifestà molta afició per la poesia, però a partir de 1859 es dedicà a l'estudi de la música i el 1870 aconseguí el gran Prix de Rome per la seva cantata Le jugement de Dieu. Després d'haver romàs el temps reglamentari en aquella capital, retornà a París i va compondre l'oratori La Nativité (1875), però des de l'any següent començà a escriure per al teatre i donà les òperes següents: 
- Les amoureux de Catherine (1876);
- La taverne des Trabans (1876);
- L'Etoile (1881);
- Deidamie (1893);
- Calendal (1894);
- Ping Sin (1895);
- Daphnis et Chloé (1829);
- Le lac des aulnes, ball d'espectacle (1907)

Ha més va escriure, interludis i cors per a molts drames, el poema:
- Les vivents et les morts, per a quatre veus i orquestra;
- Le miracle de Main, drama sacre;
- Esquisses vénitiennes, escenes corals, motets, melodies, peces per a piano, etc.

Per acabar, va escriure: Rome, souvenir d'un musicien (1904), i París, souvenirs d'un musicien (1907).